# Alexander Meier
Alexander Meier (Buchholz, 1983. január 17. –) német labdarúgó, középpályás. A német Bundesliga 2014–2015-ös szezonjának a gólkirálya 19 góllal.

## Sikerei, díjai

### Klub
- Eintracht Frankfurt
  - Német kupa: 2017–18

### Egyéni
- Bundesliga 2 – gólkirály: 2011–12
- Bundesliga 2 – gólkirály: 2014–15